# Henry Raeburn
Pour les articles homonymes, voir Raeburn.
Sir Henry Raeburn, né le 4 mars 1756 à Stockbridge (en), mort le 8 juillet 1823 à Édimbourg, est un portraitiste écossais.

## Formation
Né à Stockbridge, un ancien village dans la banlieue d'Édimbourg, Raeburn est le fils d'un manufacturier. Orphelin, il est placé sous la tutelle de son frère aîné et élevé à l'Heriot's Hospital, où il reçoit un enseignement.
À l'âge de quinze ans, il est placé en apprentissage chez l'orfèvre James Gilliland. Pour la première fois, il a l'occasion de pratiquer une forme d'art. Il réalise des pièces de joaillerie, lesquelles existent toujours. Le graveur Alexander Deuchar lui apprend le dessin et l'encourage vivement à devenir un artiste plastique. Bientôt, il se lance dans la fabrication de portraits miniatures qui rencontrent un vif succès, et il peut prolonger son travail vers la peinture à l'huile, qu'il apprend en autodidacte. Observant avec intérêt les progrès de son apprenti, l'orfèvre le présente à David Martin, qui a été l'assistant préféré d'Allan Ramsay, et qui est le principal portraitiste d'Édimbourg. Celui-ci prête des portraits à Raeburn, pour qu'il puisse les copier, ce qui favorise nettement son apprentissage et lui permet bientôt de se consacrer uniquement à la peinture.

## Mariage et carrière
Vers 1785, il est invité à peindre le portrait d'une jeune dame qu'il avait précédemment observée et admirée alors qu'il esquissait des paysages champêtres sur le motif. C'est la fille de Peter Edgar de Bridgelands, et la veuve du comte Leslie. Fascinée par le jeune artiste, beau et intelligent, elle l'épouse au bout d'un mois. Grâce à la dot importante de sa femme, Raeburn acquiert une connaissance complète de son métier. À Londres, il est reçu avec bonté par Joshua Reynolds, qui le conseille sur les sites à étudier à Rome, lui recommandant particulièrement les travaux de Michel-Ange. Comme c'était l'usage à l'époque pour les artistes, il fait un voyage en Italie. À Rome, il rencontre Gavin Hamilton, Pompeo Batoni et le marchand et collectionneur James Byers. Après deux ans d'étude en Italie, il retourne à Édimbourg en 1787 et commence une carrière réussie de portraitiste. La même année, il exécute un portrait sur fauteuil du second Lord President Dundas.
Après ce séjour à l'étranger, Raeburn passe l'essentiel de son temps à Édimbourg, ne visitant que rarement Londres, et seulement pendant de brèves périodes, ce qui a pour effet de préserver son originalité. Sa répugnance à quitter sa terre natale a été particulièrement favorable pour l'art écossais qui se développait dans les premières années du XIXe siècle, dont il est devenu la figure de proue. Son exemple et son influence fut d'une importance majeure pour les autres artistes écossais. En 1812, il est élu président de la Société des Artistes d'Édimbourg. De même, il devient associé en 1814, puis membre à part entière l'année suivante de la Royal Scottish Academy. Enfin, en 1822, il est adoubé par George IV et nommé portraitiste du roi pour l'Écosse.
La peinture de Raeburn se distingue par sa caractérisation puissante, son réalisme rigide et ses effets de lumière dramatiques. Sa peinture annonce les développements du romantisme et de l'impressionnisme.

## Œuvres

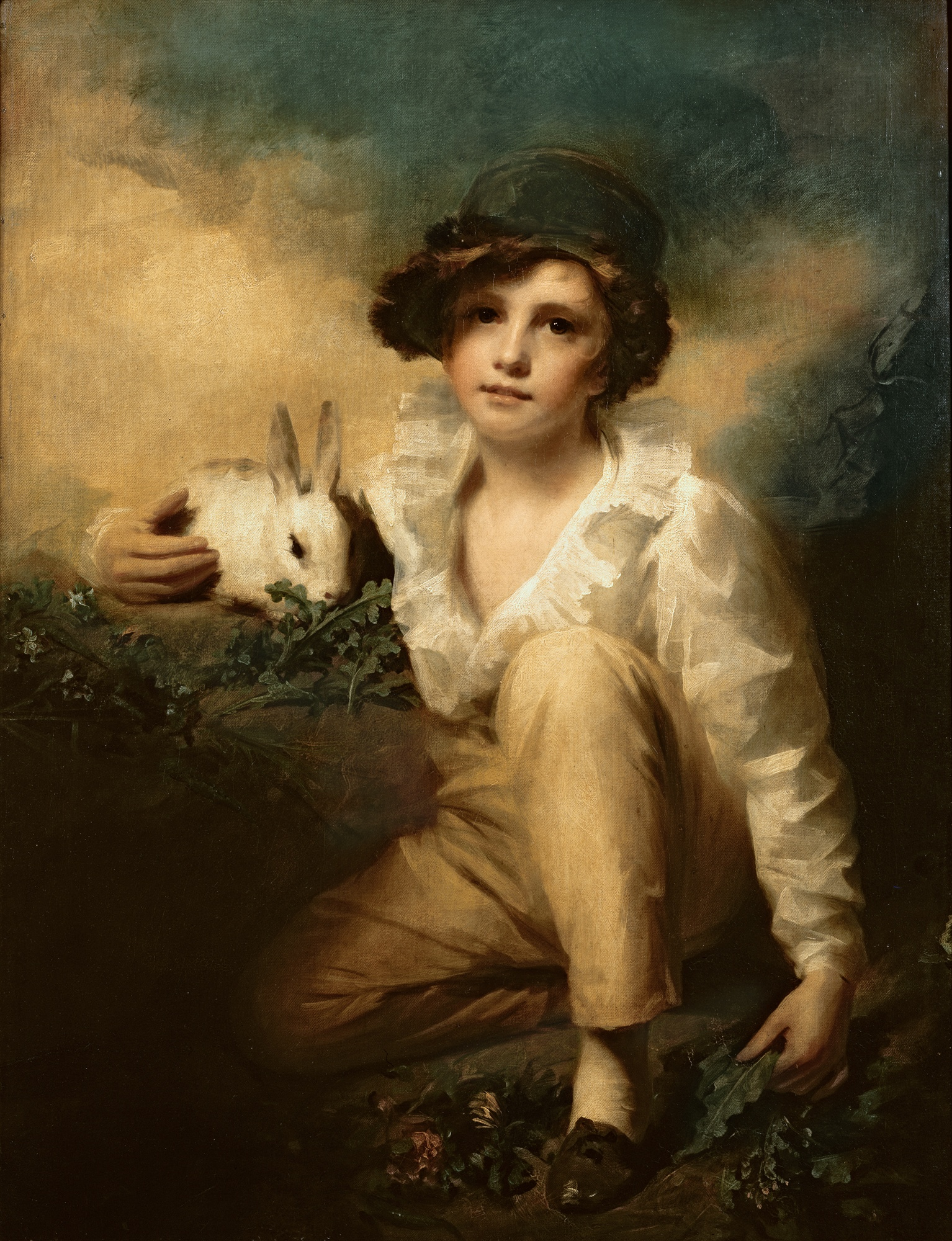
Garçon au lapin, 1814
Royal Academy

- Le Révérend Robert Walker patinant sur le Duddingston Loch (The Skating Minister), 1784, National Gallery, Édimbourg[2]
- Portrait de Sir John et de Lady Clerk de Penicuik, 1791, 145 × 206 cm, National Gallery, Dublin[3]
- Miss Eleanor Urquhart, v. 1793, 75 × 62 cm, National Gallery of Art, Washington[4]
- Thomas Reid (1790–1796), Professeur de Philosophie morale à l'Université de Glasgow, 1796, 73 × 62 cm, Fyvie Castle, National Trust[5]
- Petite fille tenant des fleurs, dit aussi Innocence (1798-1800), 91 × 71 cm, portrait de la jeune Nancy Graham, de Cromarty en Écosse, Musée du Louvre, Paris[6]
- Portrait de Mrs Malcolm, 1798-1802, 76 × 63 cm, Courtauld Gallery, Londres[7]
- Lieut-Colonel Bryce McMurdo, 1800–1810, 240 × 148 cm, Tate Gallery, Londres[8]
- Mrs. James Cruikshank, 1805–1808, 129 × 102 cm, Frick Collection, New York[9]
- James Cruikshank, 1805–1808, 127 × 102 cm, Frick Collection, New York[10]
- Les Enfants Drummond, 1808–1809, 239 × 153 cm, Metropolitan Museum of Art, New York[11]
- Colonel Alastair Ranaldson Macdonell of Glengarry (1771 - 1828), exposé en 1812, 242 × 151 cm, National Gallery of Scotland, Edimbourg
- Garçon au lapin v. 1814, 103 × 79 cm, Royal Academy, Londres[12]
- Margaritta MacDonald, Mrs Robert Scott Moncrieff (décédée en 1824), v. 1814, 76 × 64 cm, National Gallery of Scotland, Edimbourg
- Sir Walter Scott (1771-1832), 1822, 76 × 63 cm, National Gallery of Scotland, Edimbourg

Dates non documentées
- Portrait of Alexander Edgar, 76 × 64 cm, Musée des beaux-arts de Gand[13]
- Isabella Mac Leod, Mme James Gregory, 126 × 102 cm, Collection Forbes-Leith, Écosse[14]
- Le Capitaine Hay of spot, huile sur toile, 240 × 151 cm, Musée du Louvre[15]

"
The Skating Minister, 1784 Scottish National Gallery
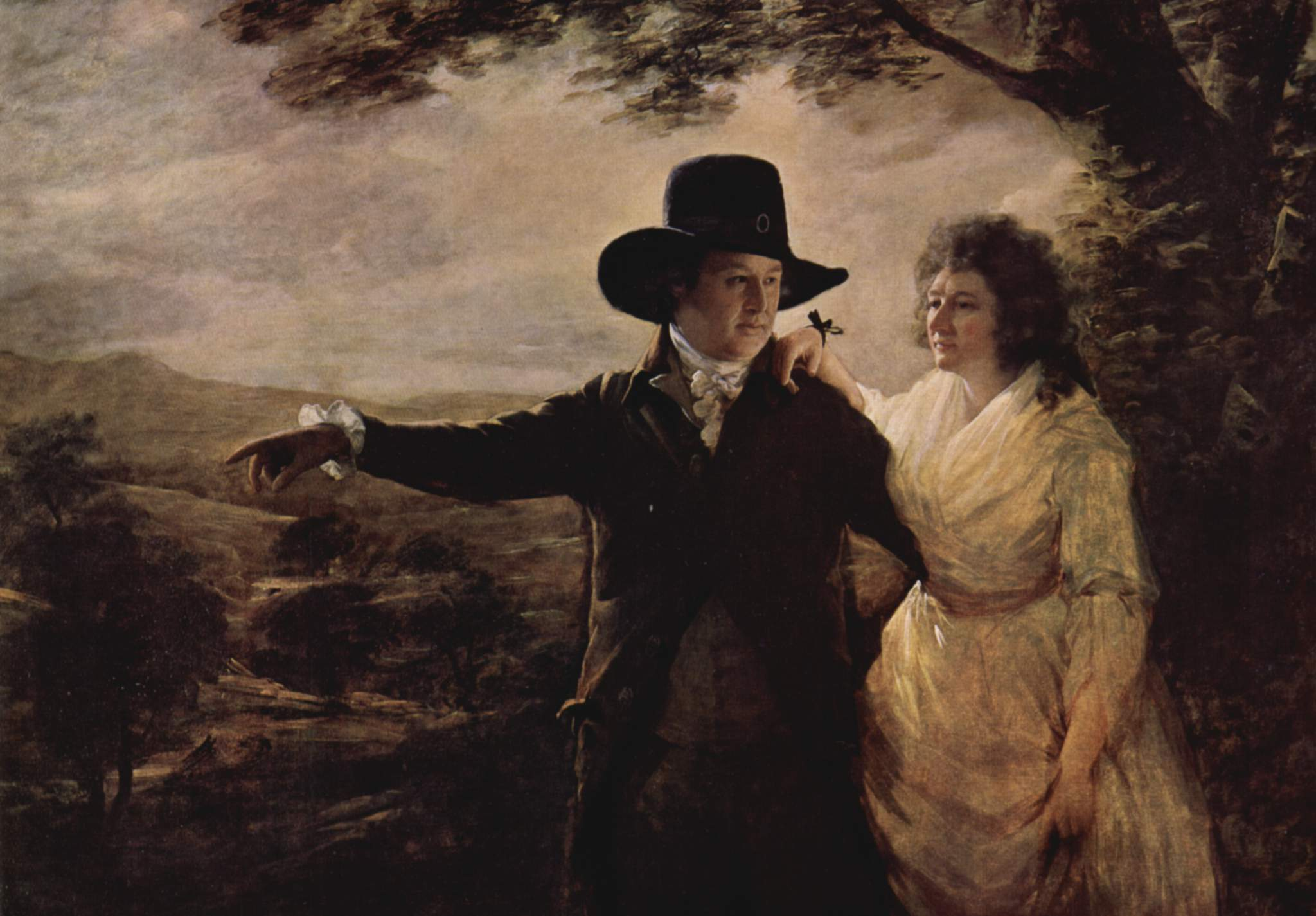
Sir John et Lady Clerk, 1790 National Gallery, Dublin
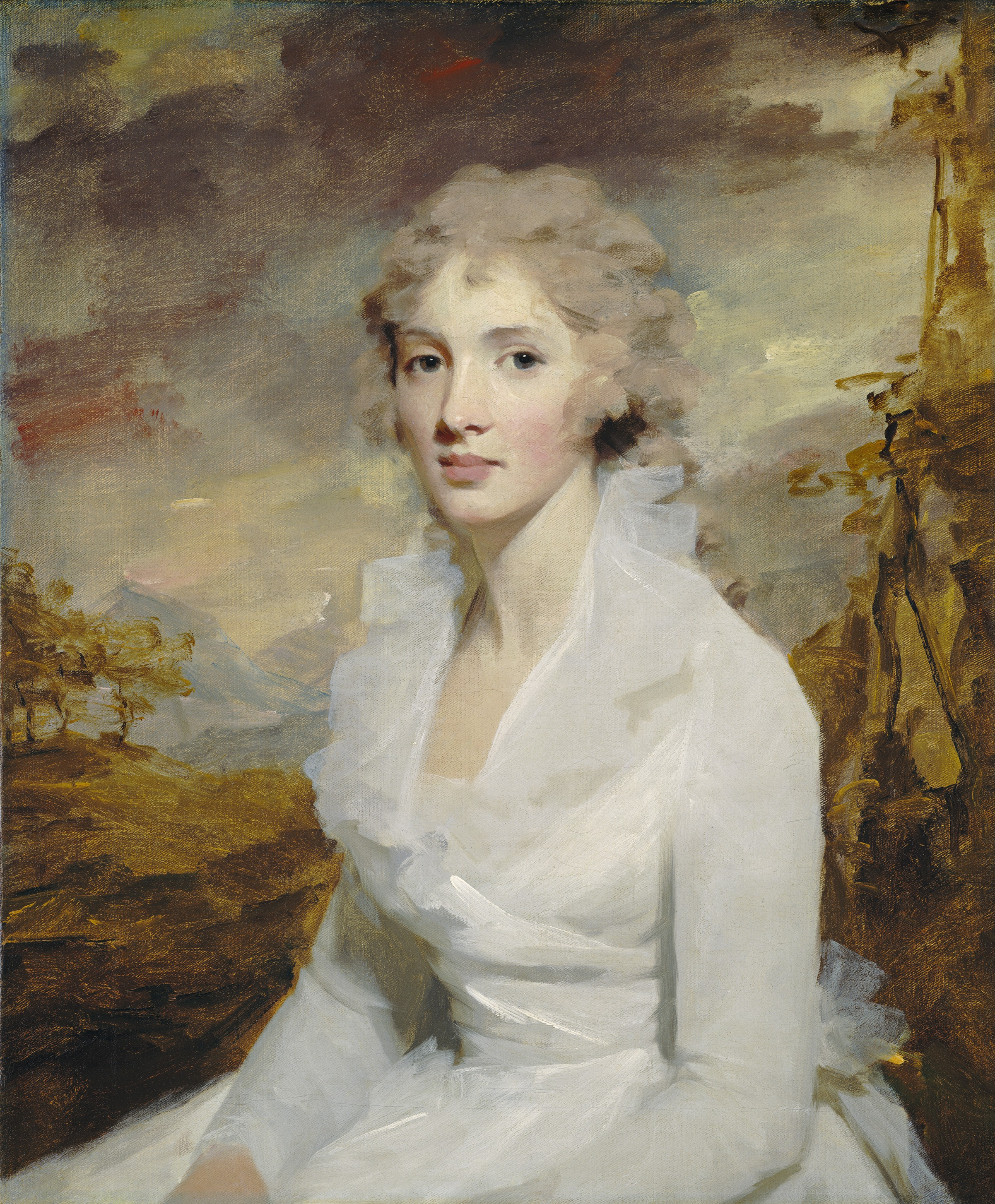
Miss Eleanor Urquhart , 1795 National Gallery, Washington
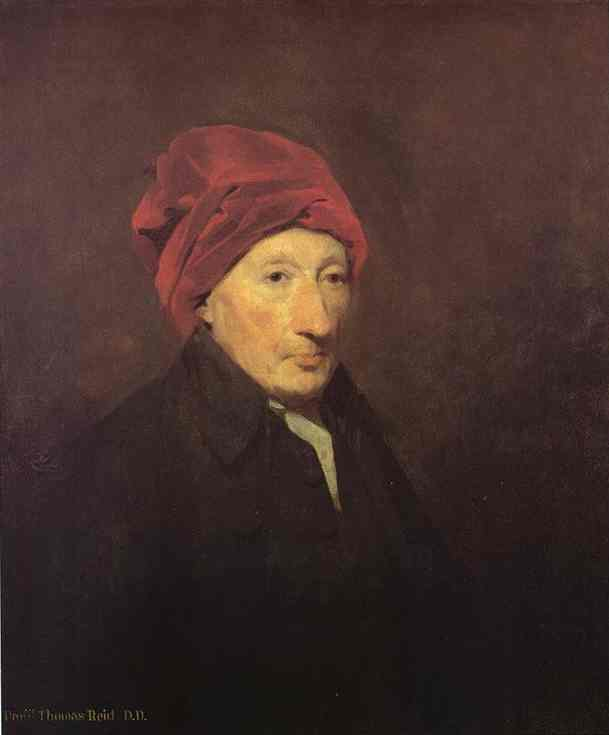
Thomas Reid, 1796 Fyvie Castle
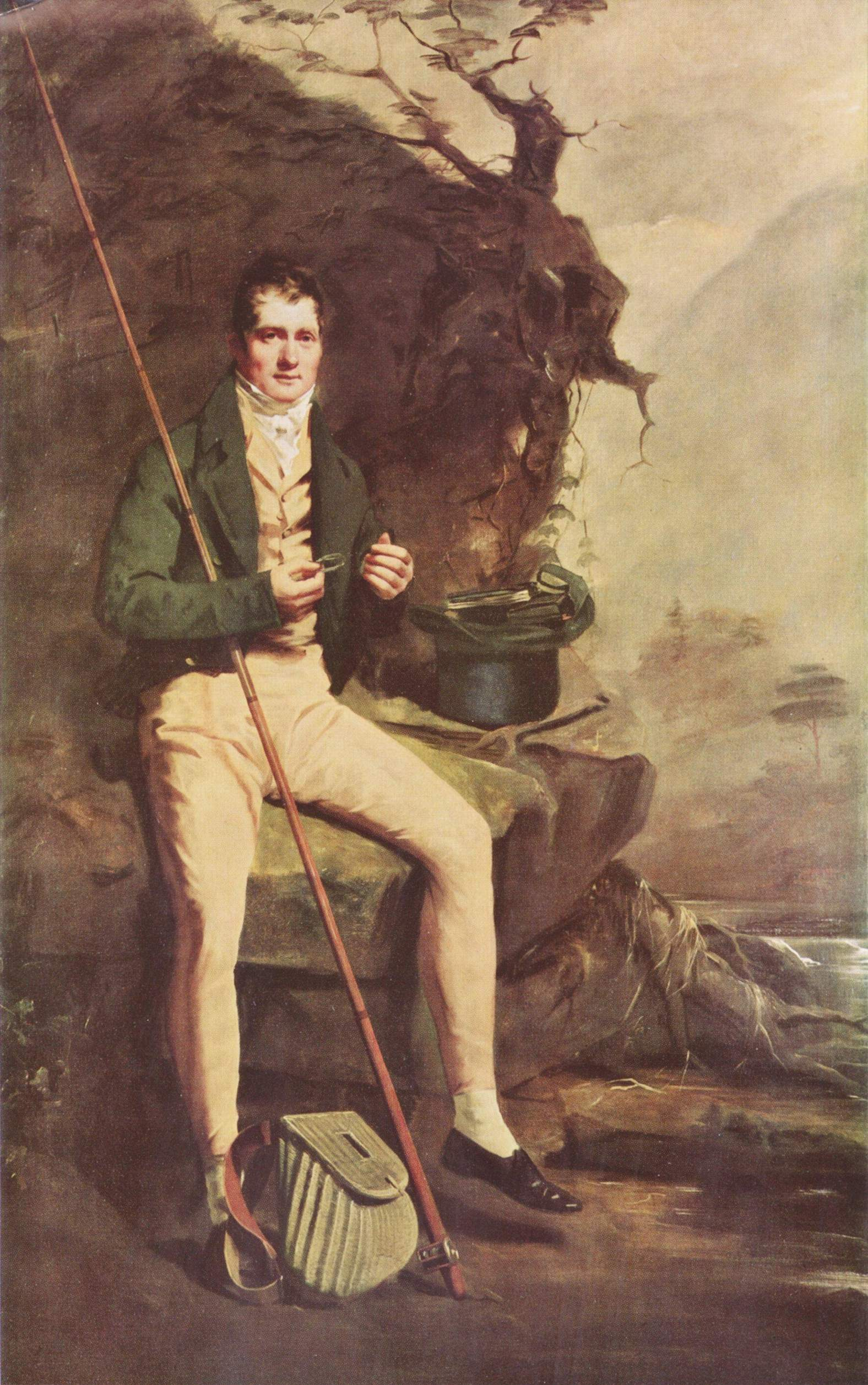
Bryce Mc Murdo, 1800-1810 Tate Gallery, Londres
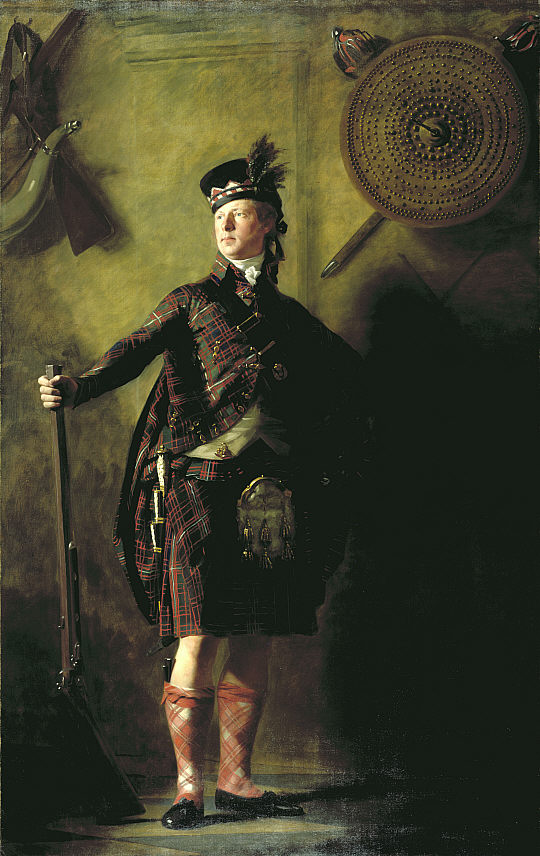
Alasdair Ranaldson Mac Donell of Glengarry, 1812 National Gallery
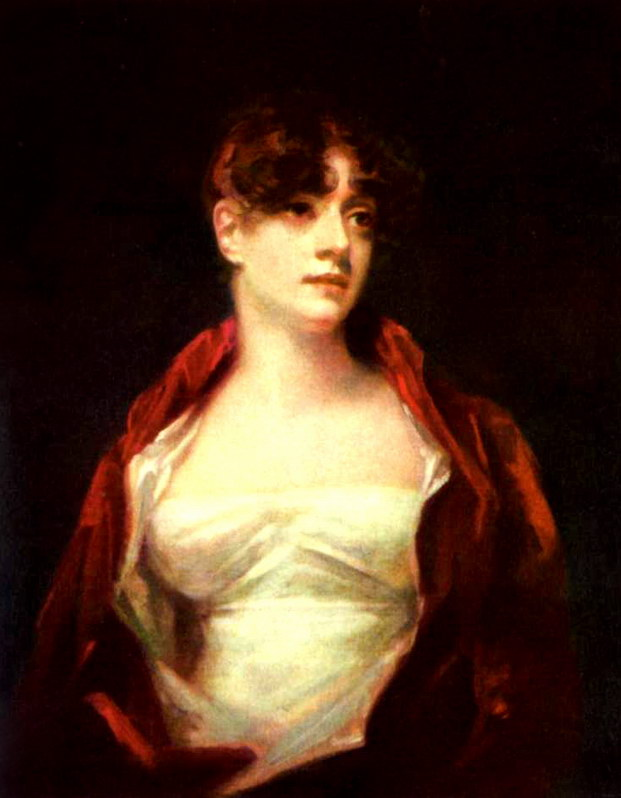
Mrs Robert Scott Moncrieff, v. 1814 Scottish National Gallery
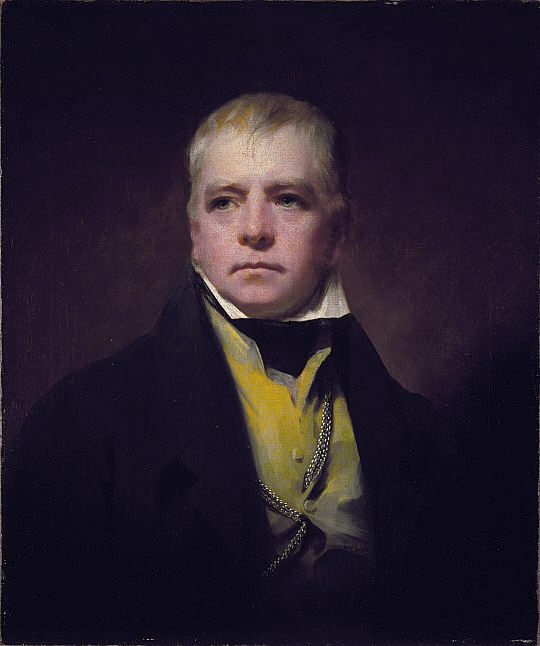
Sir Walter Scott, 1822 Scottish National Gallery

### Personnalités peintes
- Thomas Reid (1710-1796), philosophe
- Robert McQueen, Lord Braxfield (1722-1799), juge écossais
- James Hutton (1726-1797), géologue
- John Robison (1739-1805), physicien
- Alexander Adam (1741–1809), enseignant
- John Playfair (1748-1819), scientifique
- Benjamin Bell (1749-1806), chirurgien
- John Rennie (1761-1821), ingénieur
- George Duff (1764-1805), capitaine de la Royal Navy
- Walter Scott (1771-1832), écrivain